# 龙庄湾乡
龙庄湾乡，是中华人民共和国湖南省怀化市溆浦县下辖的一个乡镇级行政单位。

## 行政区划
龙庄湾乡下辖以下地区：
龙庄湾村、白银塘村、鸡呜村、高牛场村、石家湾村、小冲村、柳沙坪村、打葛冲村和进马江村。